# Nia Wedderburn-Goodison
Nia Wedderburn-Goodison (* 9. Januar 2005) ist eine britische Leichtathletin, die sich auf den Sprint spezialisiert hat.

## Sportliche Laufbahn
Erste internationale Erfahrungen sammelte Nia Wedderburn-Goodison im Jahr 2022, als sie bei den U18-Europameisterschaften in Jerusalem in 11,39 s die Goldmedaille im 100-Meter-Lauf gewann und der britischen Sprintstaffel (1000 Meter) zum Finaleinzug verhalf und damit ebenfalls die Goldmedaille gewann. Anschließend schied sie bei den U20-Weltmeisterschaften in Cali mit 11,51 s im Halbfinale über 100 Meter aus und kam mit der 4-mal-100-Meter-Staffel im Finale nicht ins Ziel. 2024 belegte sie bei den U20-Weltmeisterschaften in Lima in 11,46 s den vierten Platz über 100 Meter und bei den World Athletics Relays 2025 in Guangzhou wurde sie in 42,21 s Erste im Finallauf über 4-mal 100 Meter und wurde in der Mixed-Staffel in 40,88 s Dritte hinter den Teams aus Kanada und Jamaika. Im Juli gewann sie bei den U23-Europameisterschaften in Bergen in 11,38 s die Silbermedaille hinter der Tschechin Karolína Maňasová und siegte in 42,92 s im Staffelbewerb.

## Persönliche Bestzeiten
- 100 Meter: 11,16 s (+0,8 m/s), 28. Juni 2025 in Cardiff
  - 60 Meter (Halle): 7,28 s, 12. Dezember 2021 in London
- 200 Meter: 23,23 s (−0,6 m/s), 21. Juli 2024 in Birmingham